# Cindy Shelley
Cindy Shelley (* 23. März 1960 in Barnet, Vereinigtes Königreich) ist eine britische Schauspielerin. Ihre bekanntesten Rollen spielte sie in Fernsehserien wie The Young Ones (1982) und Die dreibeinigen Herrscher (1984).

## Leben und Karriere
Shelley gab ihr Fernsehdebüt als Rhiannon, eines der Partygirls in der Folge „Interesting“ der Fernsehserie The Young Ones (1982). Eine Woche später spielte sie das Mädchen im Radio in der „Flood“-Folge derselben Serie.
Außerdem übernahm sie die Rolle der Alice Courtenay in der im Zweiten Weltkrieg angesiedelten Serie Tenko. Shelley trat in neun Episoden der dritten Serie auf und trat im folgenden Jahr in Tenko Reunion auf. Von 1985 bis 1990 war sie in der Rolle der Abby Urquhart/Hudson regelmäßig in der Besetzung der Fernsehserie Howards' Way zu sehen.
Shelley hatte später Auftritte in verschiedenen anderen Fernsehserien wie zum Beispiel Die dreibeinigen Herrscher, Bottom, Men Behaving Badly, A Prince Among Men und Grange Hill.
Sie ersetzte die Schauspielerin Charlotte Long für die zweite Staffel von Die dreibeinigen Herrscher und übernahm die Rolle der Eloise de Ricordeau, nachdem Long bei einem Verkehrsunfall mit einem Lkw ums Leben gekommen war.

## Filmografie (Auswahl)
- 1982: Agent in einer Sache (Smiley's People, Miniserie, 1 Folge)
- 1982: The Young Ones (Fernsehserie, 2 Folgen)
- 1983: Three of a Kind (Fernsehserie, 1 Folge als sie selber)
- 1984: Cockles (Fernsehserie, 1 Folge)
- 1984: All the World’s a Stage (Miniserie, 1 Folge)
- 1984: Long Live the Babe (Fernsehfilm)
- 1984: Tenko (Fernsehserie, 9 Folgen)
- 1984: Die dreibeinigen Herrscher (The Tripods, Fernsehserie, 2 Folgen)
- 1985: Tenko Reunion (Fernsehfilm)
- 1985: This Is Your Life (Fernsehserie, 1 Folge als sie selber)
- 1985–1990: Howard's Way (Fernsehserie, 64 Folgen)
- 1991: Bottom (Fernsehserie, 1 Folge)
- 1992: Men Behaving Badly (Fernsehserie, 1 Folge)
- 1997: A Prince Among Men (Fernsehserie, 1 Folge)
- 2001: Grange Hill (Fernsehserie, 15 Folgen)

## Videos und Archivaufnahmen
- 1996: Bottom Fluff (Video als sie selber)
- 2008: Charlie Brooker's Screenwipe (Archivmaterial)